# Guy Béart
Guy Béhart-Hasson (El Cairo, Egipto, 16 de julio de 1930 - Garches, Francia, 16 de septiembre de 2015), también conocido como Guy Béart, fue un cantautor francés, y padre de la actriz Emmanuelle Béart.

## Biografía
Su padre trabajaba de experto en contabilidad, siendo necesarios desplazamientos frecuentes. Así que Guy Béart creció en diferentes ciudades de Europa y de México. Hizo la mayor parte de sus estudios en el Líbano, entre los 10 y los 17 años, edad a la que marchó a París. Inscrito en la Escuela Nacional de Música, ingresa en la École nationale des ponts et chaussées, donde alcanza el grado de diplomado en ingeniería. Dirigió la construcción de un puente en Maxéville cerca de Nancy.
Guy Béart debuta durante los años 1950 en los cabarés parisinos de la Rive gauche, especialmente La Colombe de Michel Valette. Allí canta el Bal chez Temporel, de un texto escrito por André Hardellet: fue uno de sus primeros grandes éxitos. Guy Béart graba en 1966 un álbum de canciones francesas tradicionales, que se titula Vive la rose.
Un cáncer le apartó de los escenarios durante varios años, pero regresa, en 1985, con un título pleno de esperanza, Demain je recommence. En 1994, Guy Béart es distinguido por la Academia francesa que le concede la grande médaille de la chanson française (medalla en rojo) por su obra en general.
Continuó actuando en diversos lugares de todo el país y en 1999 hizo un contrato de cinco semanas en Bobino en Montparnasse que permitió una exitosa relanzamiento de su álbum doble en vivo grabado en el Olympia de París. Desde la década de 2000, él solo hizo escasas apariciones en el escenario, pero muchas de sus canciones, de las cuales Béart escribió más de 300 él mismo, se siguen comprando. Béart falleció de un ataque al corazón a la edad de 85 años en Garches, el 16 de septiembre de 2015.

## Discografía
- 1957: Guy Béart (1 o Qu'on est bien)
- 1958: Volume 2 (o L'Eau vive)[1]
- 1960: Volume 3 (o Printemps sans amour)
- 1963: Volume 4 (o Fille d'aujourd'hui)
- 1965: Qui suis-je ? (o Les grands principes)
- 1966: Vive la rose - Les très vieilles chansons de France
- 1968: La Vérité
- 1968: V'là l'joli vent - Les nouvelles très vieilles chansons de France
- 1969: La Fenêtre
- 1971: L'Espérance folle
- 1973: Couleurs du temps
- 1974: À l'université (doble 33 T). En directo.
- 1975: Il fait beau à Paris (recopilación con inéditos)
- 1976: Chansons de notre temps et d'espérance
- 1977: Futur- Fiction- Fantastique (recopilación con inéditos)
- 1977: À la Comédie des Champs-Élysées (triple 33 T) Grabado en directo
- 1978: Les Nouvelles Chansons
- 1981: Le beau miroir
- 1982: Porte-bonheur - Les chansons gaies des belles années
- 1986: Demain je recommence
- 1995: Il est temps
- 1999: En public (doble CD). Grabado en directo.
- 2010: Le Meilleur des choses[1]